# إكسفيوس: فرداروت ساغا
إكسفيوس: فرداروت ساغا (باليابانية: ファードラウト伝説) أو إكسفيوس:فاراروت دينسيتسو  (بالإنجليزية: Xevious: Fardraut Densetsu)‏ ، هي لعبة فيديو إلكترونية من نوع شوتم أب ، أنتجها شركة نامكو اليابانية سنة 1988م.

## وصلات خارجية
- Hardcore Gaming 101 Xevious series article
- Fardraut Saga ending